# リネン箪笥の側に立つ女性たちのいる室内
『リネン箪笥の側に立つ女性たちのいる室内』（リネンだんすのそばにたつじょせいたちのいるしつない、蘭: Binnenhuis met vrouwen bij een linnenkast、英: Interior with Women beside a Linen Cupboard）は、オランダ黄金時代の画家ピーテル・デ・ホーホが1663年にキャンバス上に油彩で描いた絵画である。アムステルダム美術館の所蔵品であるが、アムステルダム国立美術館に寄託され、美術館の「栄誉の間」に展示されている。

## 作品
デ・ホーホのアムステルダム時代の作品である。アムステルダムの運河沿いの裕福な家の様子を描いたものであり、情景は家事の美徳を表している。召使の少女が洗濯物の山を整理して、主婦が箪笥にしまうのを手伝っている。女性たちは、家事の間、スカートが汚れないように裾をたくし上げている。右側では、男の子が一種のホッケーの棒 (蘭: kolfstok) を持って遊んでいる (当時は、男の子も4歳までスカートを履いていた)。開かれたドアからは運河が見え、向かい側に明るい光を浴びた家々が立ち並んでいる。ドア越しの情景描写は、ピーテル・デ・ホーホの作品に特徴的なものである。

この絵画は、1908年に研究者のホフステーデ・デ・フロートにより以下のように記述された。
25番。よい主婦。ジョン・スミス (研究者)補遺 38番、デ・フロート 13番。 1人の女性が、部屋の右側にある黒檀のはめ込まれた大きな樫の箪笥にリネンをしまっている。服装から見て、女性の娘であると思われる娘が彼女を助けて、リネンを大きな駕籠から取り出している。奥には、高い窓と開いたドアがあり、そこには棒とボールで遊んでいる子供がいる。曲がっている階段とクッションを置いた椅子が部屋の左側に見える。
本作には、デ・ホーホの作品に希求されていた明るく、輝くような効果は見られないものの、外見上の真実とリアリティを非常に有しているので、まさしく画家の最良の作品のうちに数えられてよいかもしれない。デッサンと仕上げは、まったく完璧である (ジョン・スミス)。「P. de Hoogh, 1663」の署名。キャンバス、縦30インチ、横28インチ。
1872年、1900年にアムステルダムで展示、それぞれの展示での目録番号、110番、46番。
Harvard, Merveilles d'Art, pp. 57, 123参照のこと。
売却歴
- Baron Lockhorst, in Rotterdam, 1726. 
  - Joachim Rendorp, October 16, 1793, and July 9, 1794, No. 25 (295 florins, Coders); catalogued as on panel.

- Bought by Sm., after passing through the hands of a Scottish owner, for 5-
- Sale. Smith, 1828 (399, bought in).
- In the collection of Six van Hillegom, Amsterdam, 1833 (Sm.).